# Бендер I
Бенде́ры-1 — станция и старейший железнодорожный вокзал в Бендерах. Действует в пригородном сообщении. Станция относится к Приднестровской железной дороге. В настоящее время станция используется для грузовых перевозок. Основные направления: Кишинёв и Кэушень.

## Достопримечательности
На Привокзальной площади, в 50 метрах к югу от вокзала находится музей боевой Славы.

## Галерея

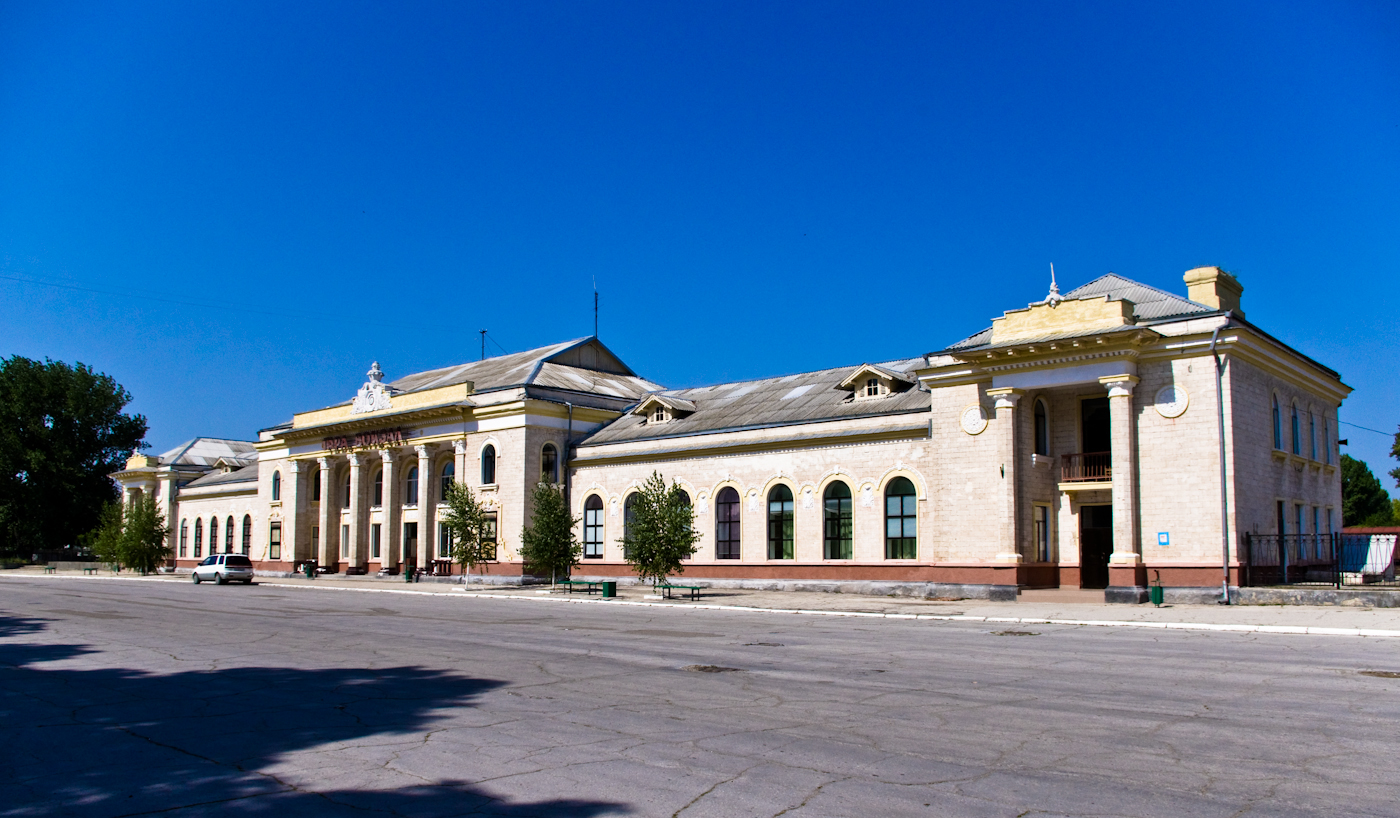
Вокзал
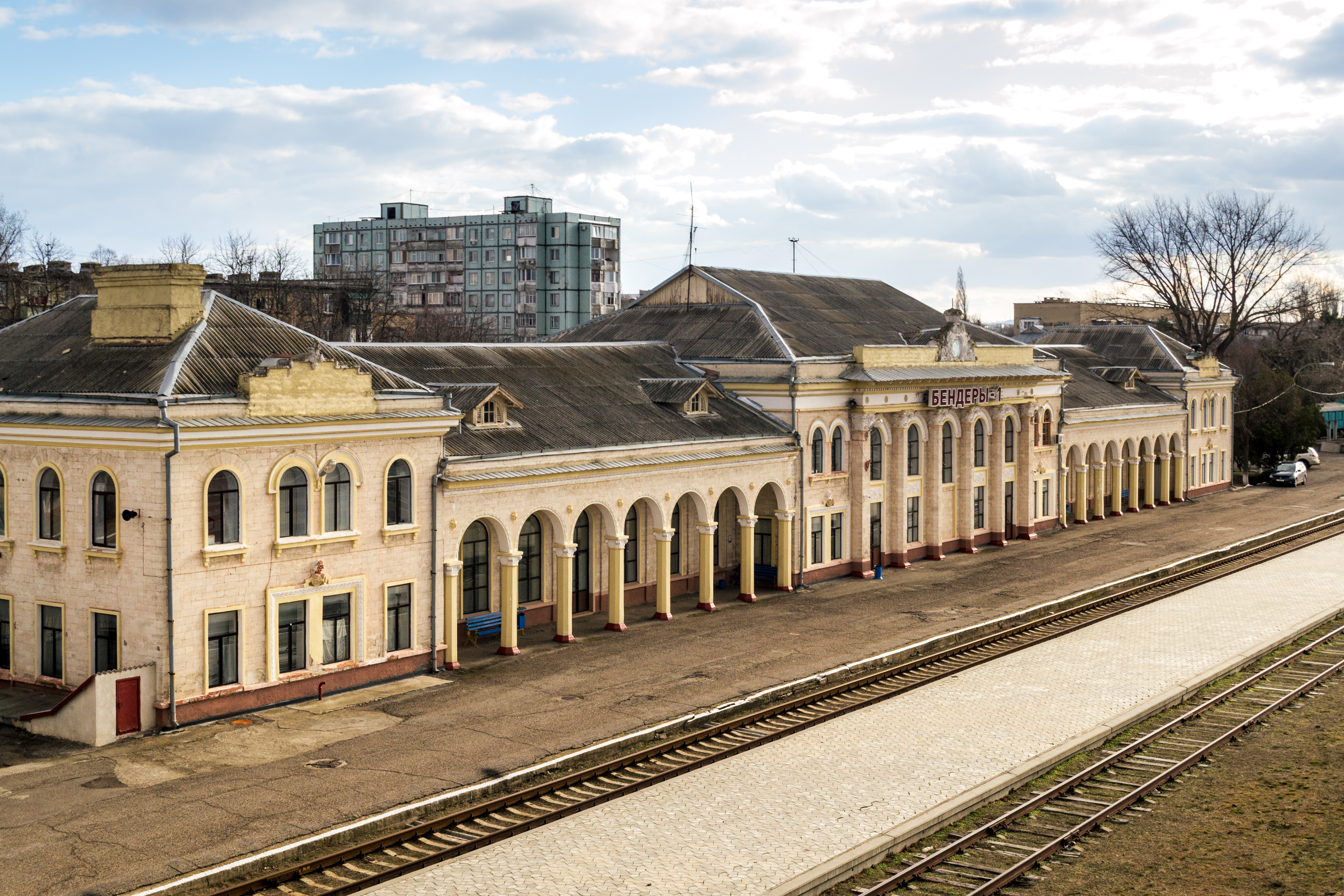
Вид с пешеходного моста
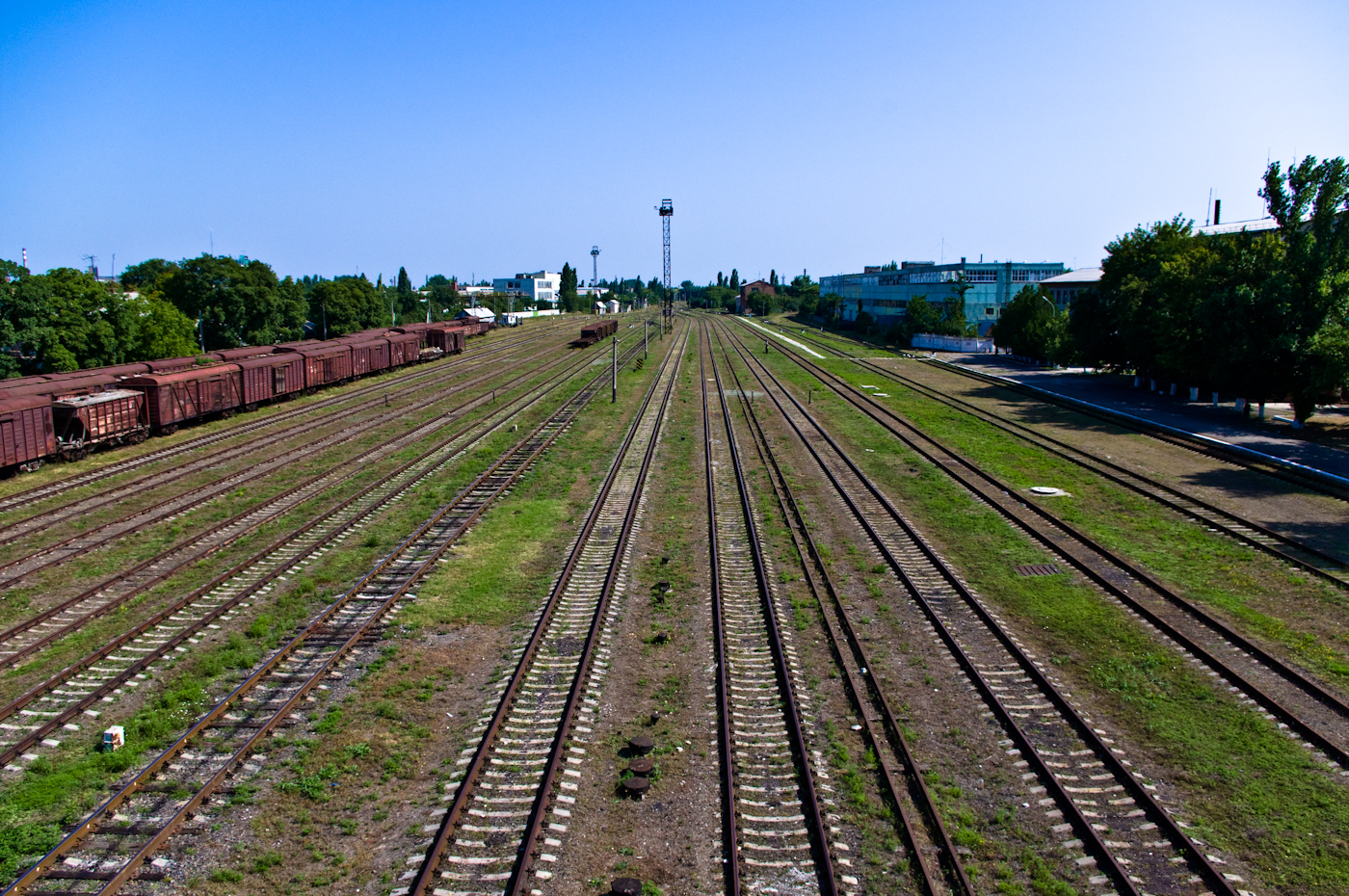
Пути в сторону Тирасполя и Кишинёва
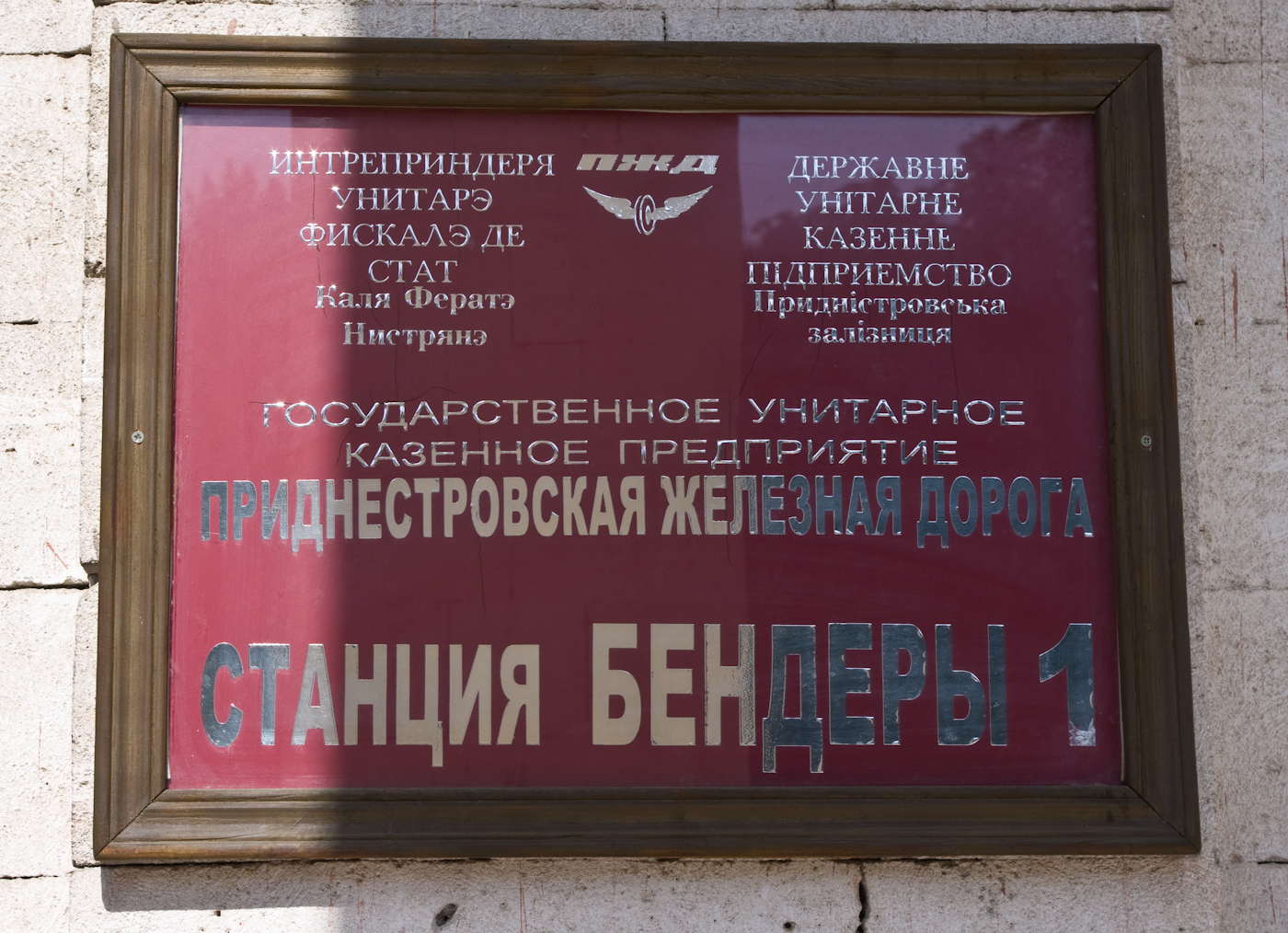
Полное название станции